# Edson Kayapó
Edson Machado de Brito, conhecido como Edson Kayapó (Amapá, 21 de novembro de 1971) é um historiador, escritor, ativista indígena e ambientalista brasileiro originário do povo Mebengokré. Edson é também professor na Instituição Federal da Bahia (IFBA), da Universidade Federal do Sul da Bahia (UFSB) e escritor premiado pela UNESCO e pela Fundação Nacional do Livro Infantil e juvenil. É membro do Parlamento Indígena do Brasil, defensor ativo dos direitos dos povos indígenas e vem trabalhando na propagação da Literatura Indígena. Também é curador adjunto de arte indígena no Museu de Arte de São Paulo Assis Chateaubriand (MASP).

## Biografia
Edson Kayapó nasceu em 1971 no Estado do Amapá, onde passou parte de sua infância. Filho de pai Kayapó e mãe marajoara, aos onze anos de idade foi levado por missionários para o colégio interno Adventista em Altamira, onde se converteu ao cristianismo e concluiu seus estudos. Após a experiência do internato, assumiu a posição de missionário e viajou por diversas cidades de Minas Gerais pregando o evangelho. Em 1991, fez o vestibular e ingressou no curso de História na Universidade Federal de Minas Gerais (UFMG) e se tornou ateu. Na faculdade, passou a ter contato com a literatura indígena, reencontrando sua tradição e espiritualidade originária.

## Vida Acadêmica
Edson Kayapó, membro do povo Mebengokré e natural do estado do Amapá, situado na região amazônica do Brasil, emerge como uma figura proeminente no cenário do ativismo indígena e ambiental no país. Ele conquistou seu doutorado pelo EHPS/PUC-SP, em 2012, sob orientação de Circe Maria Bittencourt, e obteve seu mestrado em História Social na mesma instituição. Edson é graduado em História pela Universidade Federal de Minas Gerais e também completou uma especialização em História e Historiografia da Amazônia na Universidade Federal do Amapá. Com uma dedicação incansável às questões amazônicas e indígenas, Edson Kayapó é reconhecido como um escritor premiado pela UNESCO e pela Fundação Nacional do Livro Infantil e Juvenil. Além disso, ele compartilha seu conhecimento como conferencista e professor de História Indígena e Educação Escolar Indígena na Licenciatura Intercultural Indígena do Instituto Federal da Bahia.
Edson também é docente credenciado no programa pós-graduado em Ensino e Relações Étnico Raciais da Universidade Federal do Sul da Bahia. Destacando ainda mais sua contribuição acadêmica, Edson Kayapó é membro titular da Comissão Assessora para a Inclusão Acadêmica e Participação dos Povos Indígenas na UNICAMP. Seu trabalho incansável e sua vasta experiência o posicionam como uma voz respeitada e influente no cenário acadêmico e na defesa dos direitos indígenas e ambientais no Brasil. Em 2022, foi anunciado como curador adjunto de arte indígena do Museu de Arte de São Paulo Assis Chateaubriand (MASP).

## Prêmios e Títulos
- 2010 - 7º Concurso FNLIJ/INBRAPI Tamoios de Literatura, Fundação Nacional do Livro Infantil e Juvenil.[2]
- 2013 - Prêmio UNESCO Dia do Professor, UNESCO.[1]
- 2015 - ´´Medalhão Indígena", Academia dos Saberes Indígenas (Cuiabá-MT).[2]
- 2015 - 12º Concurso FNLIJ/INBRAPI Tamoios de Literatura, Fundação Nacional do Livro Infantil e juvenil.[2]
- 2019- Prêmio Cátedra Unesco da Leitura- 2019 (PUC-Rio)[10]

## Publicações
- 2019 - Nós - Uma Antologia de Literatura Indígena.[6]
- 2019 - Projetos e presepadas de um Curumim na Amazônia.[2]
- 2021 - Um estranho Espadarte na Aldeia.[11]